# Giả Hủ
Giả Hủ (chữ Hán: 贾诩; 147-224), tự là Văn Hòa, người huyện Cô Tang, quận Vũ Uy, tỉnh Cam Túc của Trung Quốc. Ông được biết đến nhiều nhất với các mưu kế đề xuất cho các lãnh đạo của ông vào thời Tam Quốc trong lịch sử Trung Quốc. Giả Hủ là một trong những nhân vật quan trọng thời Tam Quốc khi ông có một sự nghiệp chính trị lâu dài, phục vụ cho nhiều nhà chính trị thời ấy như Đổng Trác, Lý Thôi, Trương Tú, Tào Tháo và Tào Phi.